# Xiamen Lanshi
Xiamen Lanshi Football Club (chiń. 厦门蓝狮) – chiński klub piłkarski, mający siedzibę w mieście Xiamen założony w 1996 roku. Został rozwiązany w 2008 roku. 
W swojej historii przez trzy sezony grał w najwyższej klasie rozgrywkowej. Po raz pierwszy w roku 2000, a następnie w latach 2006-2007. Po spadku z ligi podjęto decyzję o rozwiązaniu drużyny. Największymi sukcesami były mistrzostwa China League One w latach 1999, 2002 i 2005, a także ósme miejsce w Chinese Super League w roku 2006.

## Historia nazw
- 1996-97: Xiamen Yincheng (厦门银城)
- 1998: Xiamen Fairwiell (厦门远华)
- 1999: Xiamen FC (厦门队)
- 2000: Xiamen Xiaxin (厦门厦新)
- 2001-2003: Xiamen Hongshi (厦门红狮)
- 2003-2004: Xiamen Jixiangshishi (厦门吉祥石狮)
- 2004-2008: Xiamen Lanshi (厦门蓝狮)

## Stadion
Domowe mecze klub rozgrywał na stadionie o nazwie Xiamen Sports Centre Stadium w Xiamen, który mógł pomieścić 32 000 widzów.

## Sukcesy

### Ligowe
- Jia B/China League One

mistrzostwo (3) : 1999, 2002, 2005

## Historia występów w pierwszej lidze
| Sezon | Pozycja | M  | Z. | R  | P  | GZ | GS | +/- | Pkt. |
| ----- | ------- | -- | -- | -- | -- | -- | -- | --- | ---- |
| 2000  | 13      | 26 | 6  | 5  | 15 | 22 | 45 | −23 | 23   |
| 2006  | 8       | 28 | 9  | 11 | 8  | 28 | 27 | +1  | 38   |
| 2007  | 15      | 28 | 4  | 8  | 16 | 22 | 46 | −24 | 20   |

## Reprezentanci kraju grający w klubie
Stan do rozwiązania zespołu
| - An Qi - Bai Yuefeng - Mahmadu Alphajor Bah - Ikpe Prince Ekong - Li Wei - Amir Osmanović | - Quinzinho - Bertin Tomou - Yang Chen - Sasa Zorić - Zou Yougen |